# Lecithocera bariella
Lecithocera bariella is een vlinder uit de familie van de Lecithoceridae. De wetenschappelijke naam van de soort is voor het eerst geldig gepubliceerd in 1958 door Viette.